# Alteburg (Essen)

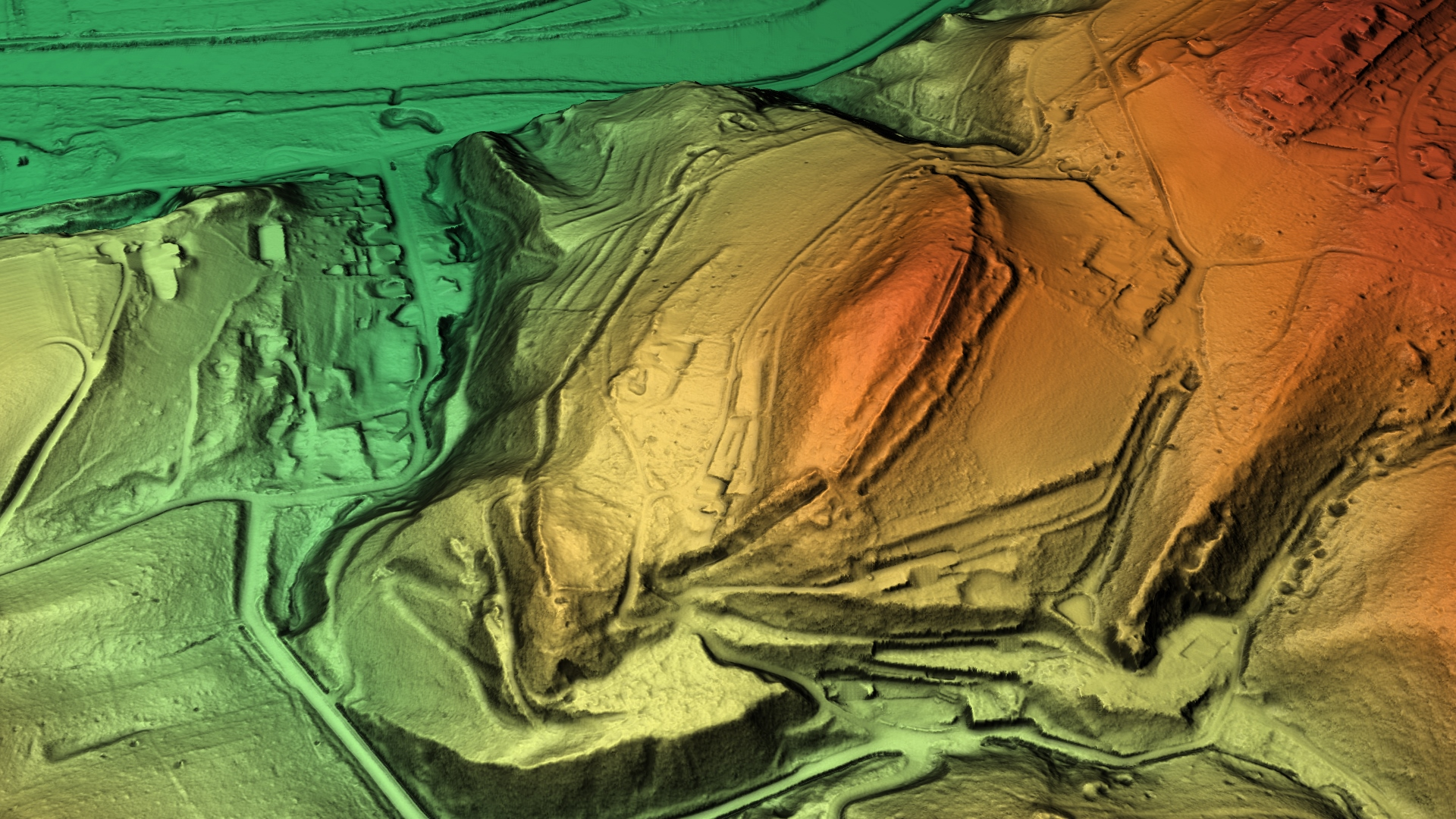
3D-Ansicht des digitalen Geländemodells

Die Alteburg ist als die größte und älteste Burganlage Essens eine karolingische Ringwallanlage im Essener Stadtteil Heidhausen linksseitig der Ruhr in Nordrhein-Westfalen. Einige hundert Meter weiter nördlich auf dem Pastoratsberg befand sich im 9. bis 11. Jahrhundert eine ähnliche Anlage, die Herrenburg.

## Geschichte
Eine Werdener Urkunde vom 1. Mai 801 erwähnt einen Burgbach und beweist, dass es zu diesem Zeitpunkt schon eine Burg gab und somit die Alteburg schon vor der Gründung des Klosters Werden durch den Heiligen und Missionar Liudger im Jahre 799 entstanden sein muss, da eine Bauzeit von über zwei Jahren vermutet wird.
Die im Westen der Alteburg gelegene Hauptburg misst etwa 80.000 Quadratmeter. Dazu kommt im Bereich der Straße An der Alteburg eine Art Vorburg, die etwa vier Hektar groß war. Von deren Wällen ist mittlerweile kaum noch etwas zu sehen, Ausgrabungen wurden dort nie durchgeführt.
Der Essener Stadtarchäologe Detlef Hopp vermutet, „dass die Alteburg etwa im achten Jahrhundert zu einer Wehranlage ausgebaut wurde. Die Verwendung von Mörtel in der Hauptburg ist mit den Franken in Verbindung zu bringen. Ob die Burg allerdings ursprünglich fränkisch war, oder erst später von Franken eingenommen wurde, lässt sich nicht mit Sicherheit sagen“.
Heute ist die Ruine denkmalgeschützt und größtenteils nicht mehr für die Öffentlichkeit zugänglich.

### Ausgrabungen
Ausgrabungen fanden unter anderem unter Franz Körholz und Ernst Kahrs, dem damaligen Leiter des Ruhrlandmuseums, zwischen 1921 und 1938 statt. Ein Großteil der Dokumentationen und Funde von Kahrs gingen im Zweiten Weltkrieg verloren. Auch in jüngerer Zeit gab es Gelegenheiten, bei Baumaßnahmen in den Boden zu schauen. Im Sommer 2017 wurde ein Fund gemacht, der neue Erkenntnisse zur Datierung liefert: Zwei Scherben von Tongefäßen des 8. oder 9. Jahrhunderts, die im Bereich der Vorburg entdeckt wurden, beweisen, dass auch die Vorburg genutzt oder zumindest aufgesucht wurde. Im August 2018 wurde festgestellt, dass Teile der mittelalterlichen Doppelwälle einem Brand zum Opfer gefallen waren, dadurch wurden neue Einblicke auf die Bauweise der antiken Steinmauer möglich, die hier, wie schon bei älteren Grabungen festgestellt, aus Ruhrsandstein-Platten besteht und gemörtelt war. Diese Mörtelung verweist auf die Zeit um 800 und die Karolinger und somit auf den Zeitraum der frühesten Erwähnung des Burgbaches.
Im Spätsommer 2023 fand eine Ausgrabung unter anderem am Steintor der Alteburg statt. Dabei wurden mehrere Holzkohleproben aus verschiedenen Bereichen der Anlage geborgen, die mittels der Radiokarbonmethode untersucht wurden. 6 von 7 Proben wiesen auf eine Zeit vor Christi Geburt hin, wobei die älteste aus dem Jungneolithikum und drei weiter aus der Mittleren Bronzezeit stammen. Eine Probe ist nachchristlich und weist auf die Römische Kaiserzeit, auf etwa die ersten vier Jahrhunderte nach Christus, hin. Ob die Proben all dieser Epochen in Zusammenhang mit der Ringwallanlage stehen, ist Gegenstand weiterer Forschung. Zumindest weisen die Ergebnisse auf eine kontinuierliche Nutzung über einen sehr langen Zeitraum auf dem Pastoratsberg hin.
Bei weiteren Ausgrabungen im Jahr 2024 wurde die umfassende Südmauer des Ringwalls über mehrere Meter freigelegt. So kam eine 1,90 Meter breite, zweischalige Mauer aus Ruhrsandstein zutage, die mit Lehm aufgemauert worden war. Zum Tordurchgang hin wurde eine planierte Laufschicht als Oberfläche des Durchgangs dokumentiert. An der an der Mauer um 90 Grad nach Norden abknickenden Wallstruktur zeigte sich eine aus der Ur- und Frühgeschichte bekannte Art einer Holz-Erde-Mauer. Um diese herum entdeckte man mehrere Pfostengruppen, die die Einfassung der Mauer bildeten.